# SUMMER SMILE
SUMMER SMILE（サマースマイル）は、2001年の夏に行われたbaseよしもとメンバーが出演したイベント『base JAPAN TOUR』内で発売されたbaseオールスターズの限定シングル。

## 解説
- 東京・名古屋・岡山・福岡・大阪で行われた『base JAPAN TOUR』内で発売された。
- また、翌年2002年と2003年の夏に行われたイベントのタイトル『base SUMMER SMILE』に使われている。
- 歌のパートは陣内智則→シャンプーハット→テンダラー・ロザン（2002年からはロザンのみ）→バッファロー吾郎・たむらけんじ・土肥ポン太（たむらけんじが2001年9月にbaseを卒業したため、以後バッファロー吾郎と土肥ポン太が2組で担当）→ハリガネロック・ランディーズ（2002年4月にハリガネロックがbaseを卒業したため、base SUMMER SMILE 2002では代わりに次長課長が、また次長課長も2002年10月にbaseを卒業したためbase SUMMER SMILE 2003はダイアンが担当）→ビッキーズ・キングコング→チュートリアル・ブラックマヨネーズ→野性爆弾・フットボールアワー→次長課長・ザ・プラン9（2002年からは次長課長に代わり後藤秀樹が担当）→サバンナ・ルート33（ルート33が2001年に卒業したため、以後はテンダラーが担当）→FUJIWARA→ケンドーコバヤシという順に分けられている。

## 参加メンバー
限定ユニット「baseオールスターズ」として発売。
- FUJIWARA
  - 藤本敏史・原西孝幸
- シャンプーハット
  - 小出水直樹・てつじ
- 陣内智則
- バッファロー吾郎
  - 木村明浩・竹若元博
- ハリガネロック（2014年3月に解散）
  - ユウキロック・大上邦博
- サバンナ
  - 高橋茂雄・八木真澄
- ルート33
  - 堂土貴・増田裕之
- たむらけんじ
- $10（現：テンダラー）
  - 浜本広晃・白川悟実
- 次長課長
  - 河本準一・井上聡
- ランディーズ（2017年6月に解散発表）
  - 高井俊彦・中川貴志
- 野性爆弾
  - 川島邦裕・城野克弥
- ケンドーコバヤシ
- フットボールアワー
  - 後藤輝基・岩尾望
- ビッキーズ（2007年9月に解散）
  - 須知裕雅・木部信彦
- チュートリアル
  - 徳井義実・福田充徳
- ロザン
  - 菅広文・宇治原史規
- 土肥ポン太
- ザ・プラン9
  - お〜い!久馬・鈴木つかさ・浅越ゴエ
- ブラックマヨネーズ
  - 小杉竜一・吉田敬
- キングコング
  - 西野亮廣・梶原雄太

■base SUMMER SMILEにて歌唱に参加
- 後藤秀樹（2014年秋に芸能界引退）
- ダイアン
  - 西澤裕介・津田篤宏

(2001年に開催されたbase JAPAN TOUR後にハリガネロック・たむらけんじ・ルート33、2002年に開催されたbase summer smile02後に次長課長が東京進出したため、各組翌年のイベントから歌唱には参加していない)

## 曲目
1. SUMMER SMILE
  - 作詞：水野透・川島邦裕、作曲：水野透、編曲：あみ啓三、演奏：盆地で一位